# 第44回先進国首脳会議
第44回先進国首脳会議（だい44かいせんしんこくしゅのうかいぎ、英語: 44th G7 summit）は2018年6月8日から6月9日にかけてカナダ・ケベック州シャルルヴォワ・エスト郡ラ・マルベイ市で開催された先進国首脳会議
。カナダで先進国首脳会議が開かれるのは1981年以降6回目のことである。 
2014年3月、フランス、アメリカ、イギリス、ドイツ、日本、イタリア、カナダの主要7か国（G7）が、G8としてロシアと意味のある議論を行うことはできないと宣言して以降、首脳会議は7か国で行われていたが、サミット初日にアメリカがロシアの再参加を提言し、直後にイタリアもG8の復活を求めた。
本サミットでは、アメリカと他主要国との関係悪化に注目が集まった。フランスやいくつかのメディアが本サミットを「G6+1」と呼ぶなど、パリ協定離脱などのサミット以外での事案とも併せ、「アメリカの孤立」が示された形となった。

## 開催地
美しい自然と安全面の点から、カナダ・ケベック州シャルルヴォワ・エスト郡ラ・マルベイ市  (La Malbaie) のホテル、ル・マノワール・リシュリュー (Fairmont Le Manoir Richelieu) がサミット会場に選定された。1981年以降カナダでは6回サミットが開かれたがケベック州が開催地に選ばれたのは今回が初めてである。ラ・マルベイ市はアメリカ大統領も訪れる避暑地であるが、本サミット開催にあたり高速インターネットや携帯電話用電波塔、保安フェンスなどの4億6500万米ドルかけて準備を行った。ブリティッシュコロンビア州のケロウナも開催候補地であった。

## 議題
2017年5月、カナダのジャスティン・トルドー首相は「中流階級の強化、ジェンダー平等推進、気候変動との闘い、多様性尊重の促進。国内においても国際関係においても、これらの課題に優先的に取り組むことを示したい」との考えを述べた。
2017年6月、2012年からカナダG7サミット準備担当官をつとめていたピーター・ビーム  (Peter Boehm)  がG7サミット担当次官およびカナダ首相代理人に指名された。
2017年12月、トルドー首相はサミットのロゴを公開し、2018年1月1日にG7議長に就任した際に提案する予定の以下5つの重要課題を発表した。
- あらゆる人のためになる成長に投資する
- 将来の仕事に向けた準備
- ジェンダー平等及び女性のエンパワーメントの促進
- 気候変動、海洋、クリーン・エネルギーに関し協働する
- より平和で安全な世界を構築する

### 経済成長
「全ての人々に裨益する経済成長」または「公正な成長」という概念（フランス語では「Croissance Équitable」）は、フランスおよびケベックの政治家たち、ピエール・トルドーやモントリオール大学の出身者たちが大きく影響を受けた、19世紀ローマ教皇の回勅「レールム・ノヴァールム」に由来するものである。
これは、政府や機関投資家が投資の判断をする際には、一般労働者にとって最大の便益（適正賃金や受取年金を含む）を常に考慮すべきであるというもので、労働者の指名による年金委員会のメンバーは、こうした経済的アプローチを推進する公平さを重んずる投資精神の発展に寄与することが期待される。

### ジェンダー平等
カナダとフランスの思想指導者は、すべての経済部門において男女の賃金差をより正確に測定可能な、近代的で定量的な管理手法を使用してジェンダー平等を達成し、企業レベルと政府レベルの両方で是正措置を講じる必要性を強調した。
サミット開催までの数週の間にパリ、モントリオール、トロントで開催された会合において、カナダとヨーロッパの投資家や政策立案者らは、すべてのアセットクラス（資産クラス）において女性の権利やその他の「関連する社会的制限要因」の向上のために、より一層の責任を引き受ける必要があることに合意した 。
そのような観点から、カナダのトルドー首相は、世界の資本市場におけるジェンダーの多様性に焦点を当てた、G7の持続可能性におけるイニシアチブを発表する予定で、このために「カナダ年金  (Canada Pension Plan) 、オンタリオ州公務員年金基金（OMERS）、ケベック州投資信託銀行  (Caisse de dépôt et placement du Québec) 、オンタリオ州教員年金  (Ontario Teachers' Pension Plan)  は、それぞれ（まずは）100万ドル拠出する見込みで、連邦政府からも500万ドル拠出すると予定である」と述べた。
G7サミットに向けてトルドー内閣が新たに設置したジェンダー平等諮問委員会の共同委員長にはメリンダ・ゲイツとイザベル・ハドン  (Isabelle Hudon) が就任した。

### 気候変動、海洋、クリーン・エネルギー
世界年金会議（World Pensions Council, WPC）のエコノミスト、ニコラス・J・ファーズリー（Nicolas J. Firzli）は、アメリカのパリ協定離脱宣言があったにもかかわらず、
G7の進める国際的合意の形成は持続可能な開発目標の達成へ向けて協力関係を刷新する方向へと傾いており、これは特にトルドー首相の多国間主義的アプローチによるところが大きく、アメリカとカナダの機関投資家たちの間でもESG（環境・社会・ガバナンス、 (Environmental, social and corporate governance) ）情報に基づいた投資をする方針への急速なシフトがみられるとしている。

## 出席首脳

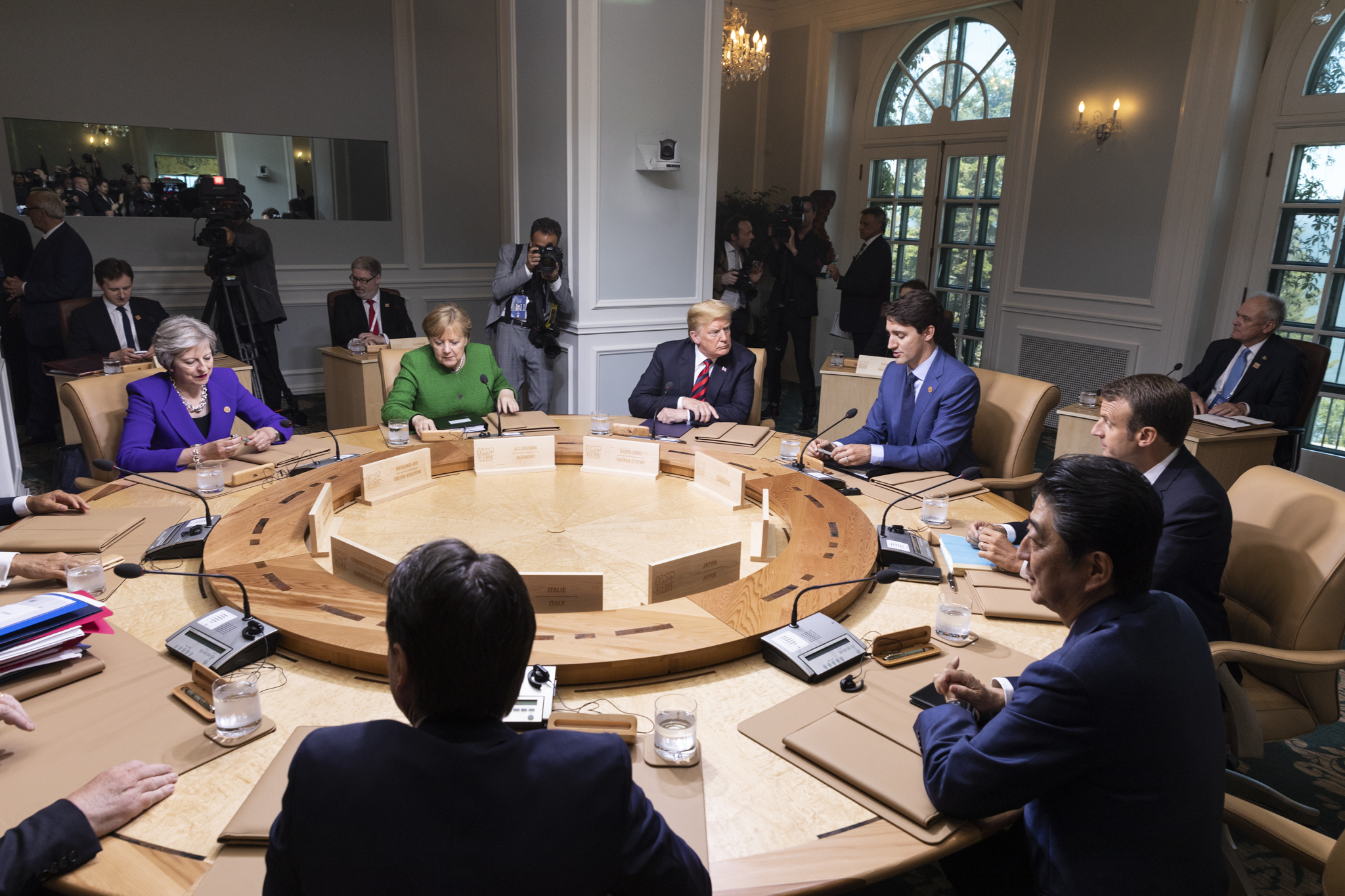
6月8日ワーキングセッション

サミットにはG7各国の首脳に加え欧州連合の代表者も出席した。欧州委員会委員長も1981年以降永続的にすべての会合と意思決定に参加することが認められている。
イタリア首相ジュゼッペ・コンテは、今回が初のサミット参加となった。
また、イギリスのテリーザ・メイ首相、欧州連合のジャン＝クロード・ユンケル欧州委員長は今回が最後のサミット参加となった。

### 出席者
| 先進7か国 開催国と首脳は太字で示している。 |                |                            |                  |
| 参加国名                                   | 参加国名       | 代表                       | 称号             |
| カナダの旗                                 | カナダ         | ジャスティン・トルドー     | カナダ首相       |
| フランスの旗                               | フランス       | エマニュエル・マクロン     | 共和国大統領     |
| アメリカ合衆国の旗                         | アメリカ合衆国 | ドナルド・トランプ         | 大統領           |
| イギリスの旗                               | イギリス       | テリーザ・メイ             | 首相             |
| ドイツの旗                                 | ドイツ         | アンゲラ・メルケル         | 連邦首相         |
| 日本の旗                                   | 日本           | 安倍晋三                   | 内閣総理大臣     |
| イタリアの旗                               | イタリア       | ジュゼッペ・コンテ         | 首相             |
| 欧州連合の旗                               | 欧州連合       | ドナルド・トゥスク         | 欧州理事会議長   |
| 欧州連合の旗                               | 欧州連合       | ジャン＝クロード・ユンケル | 欧州委員会委員長 |

## ギャラリー

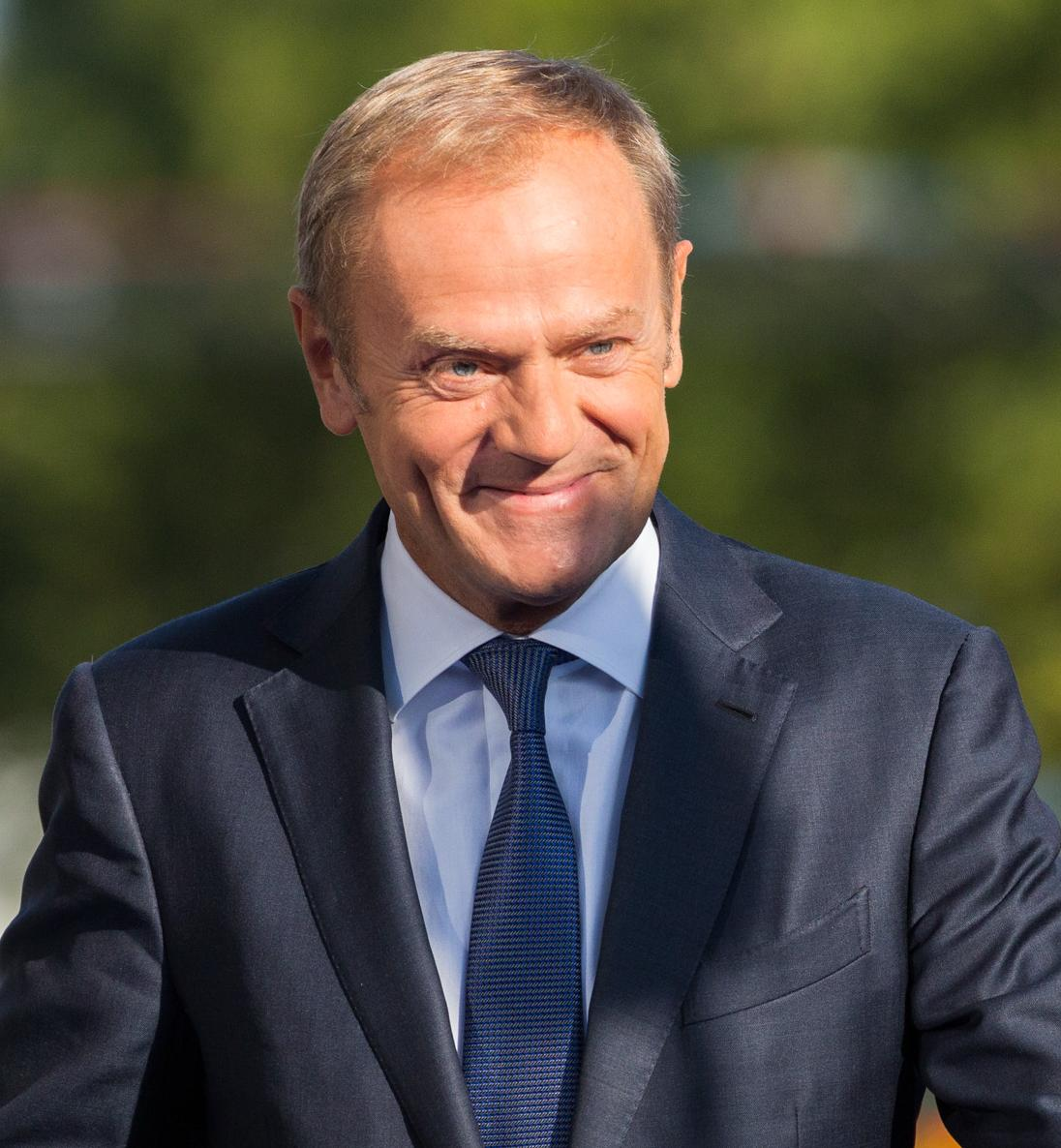
欧州連合 ドナルド・トゥスク 欧州理事会議長
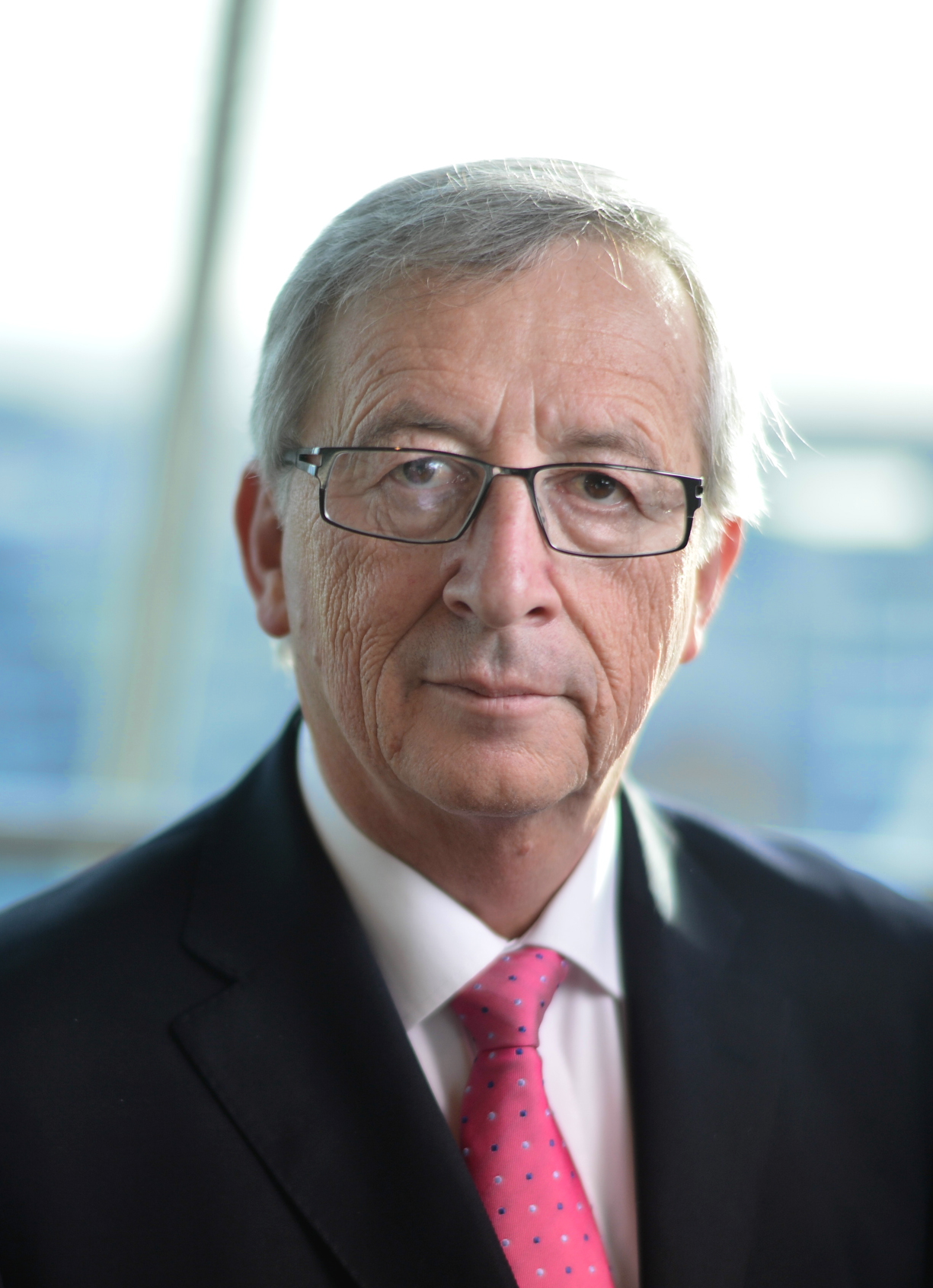
欧州連合 ジャン＝クロード・ユンケル 欧州理事会議長

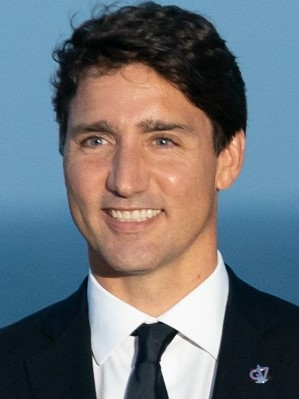
カナダ ジャスティン・トルドー 首相（議長国）
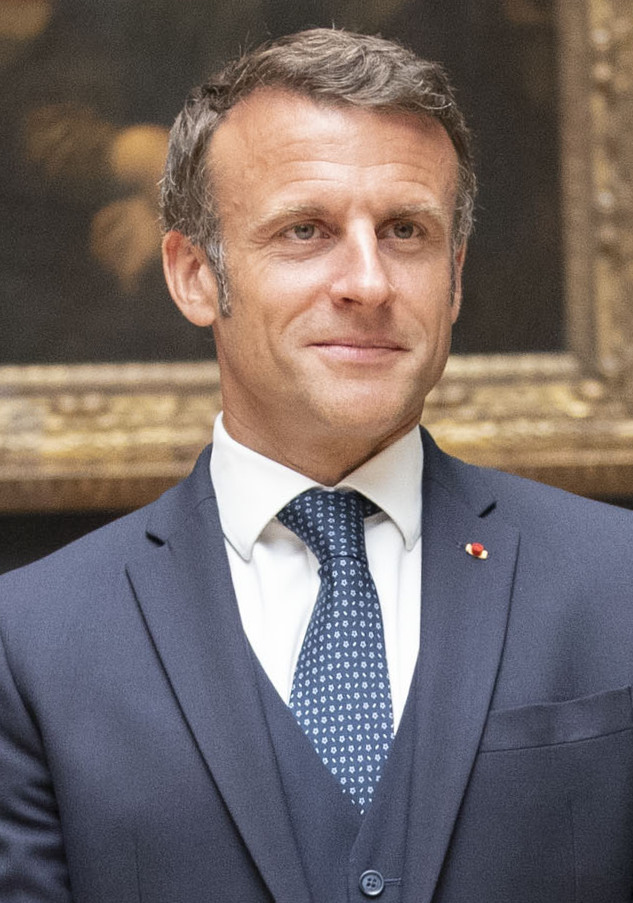
フランス エマニュエル・マクロン 大統領
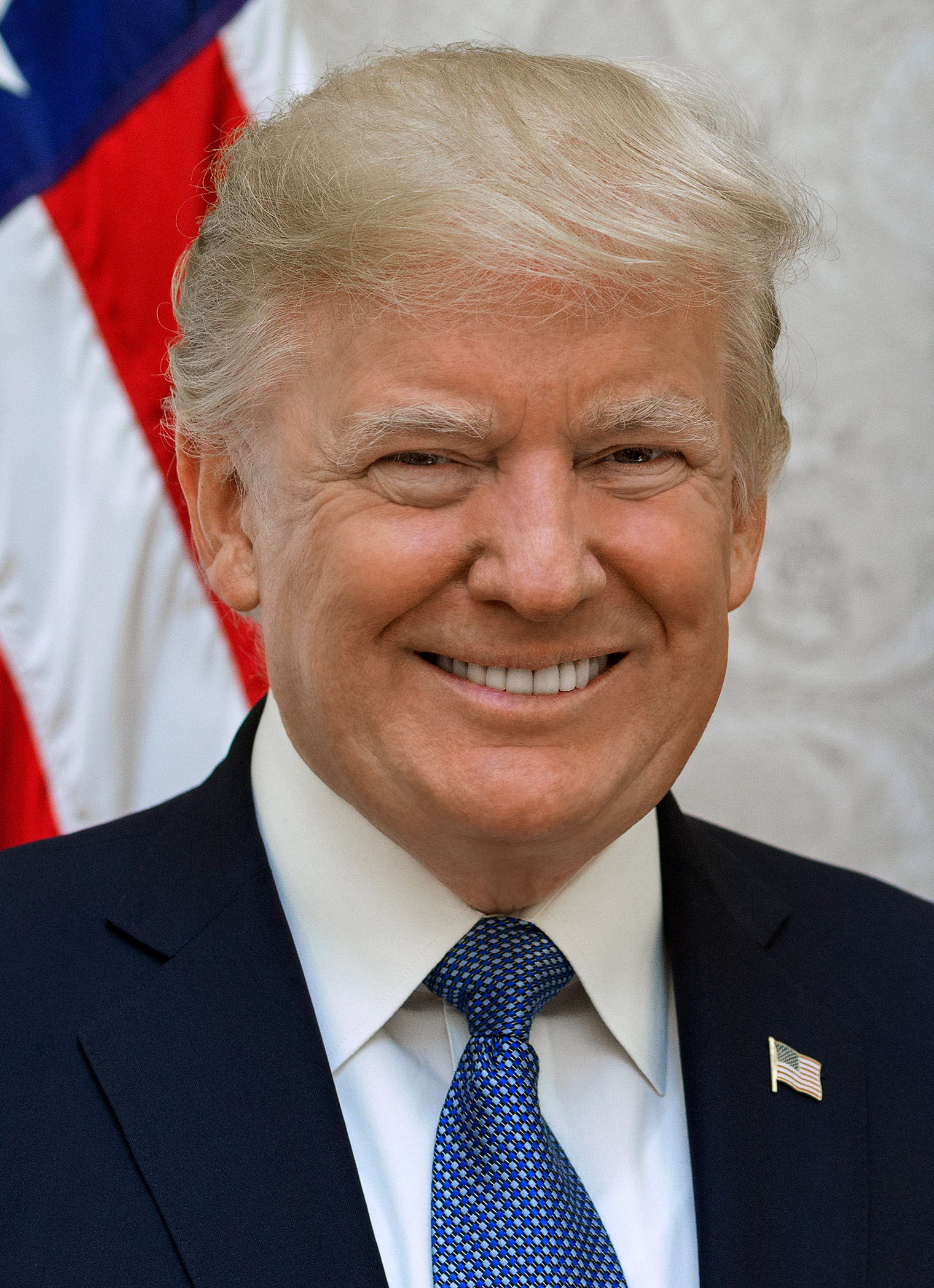
アメリカ合衆国 ドナルド・トランプ 大統領
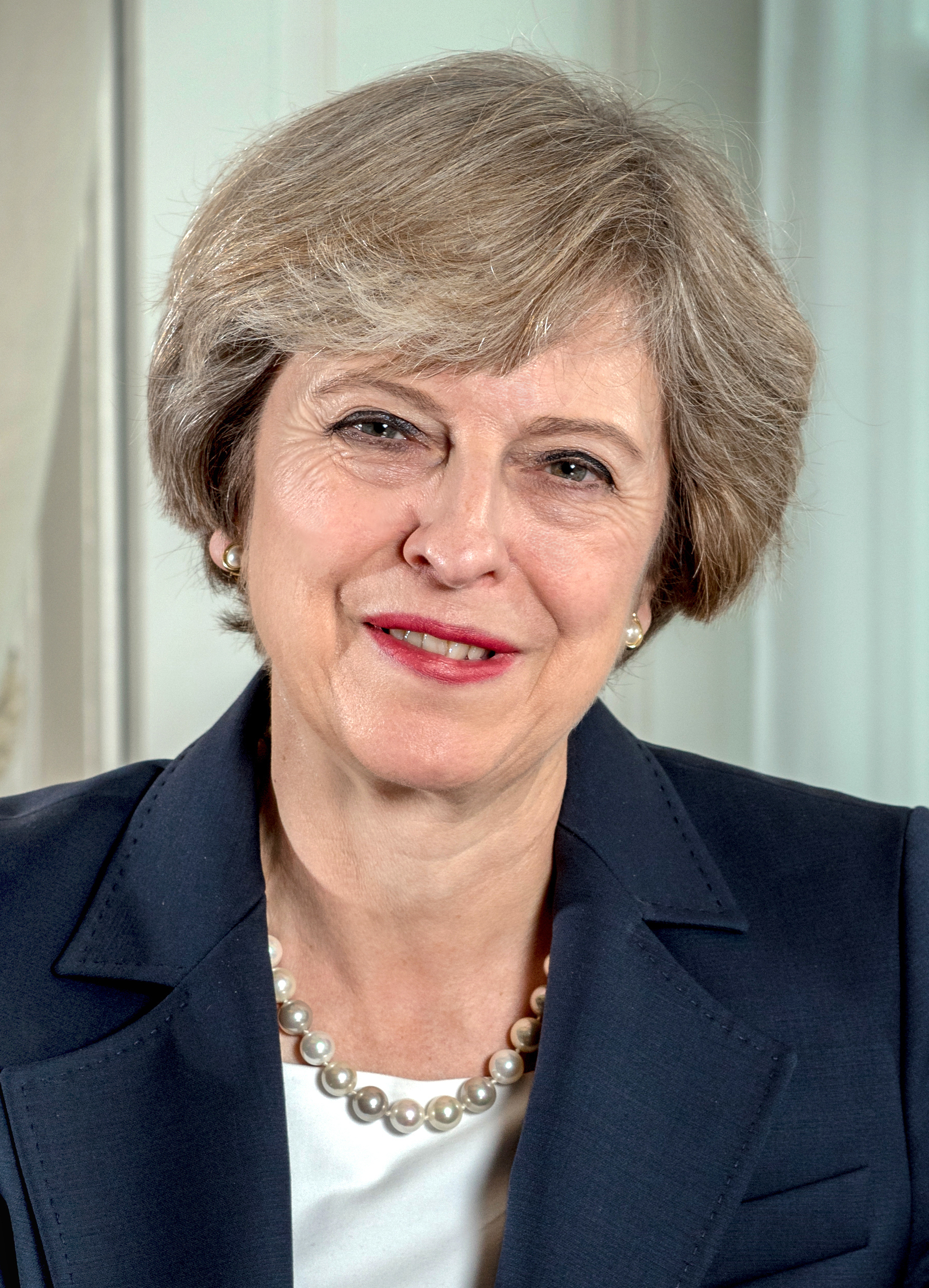
イギリス テリーザ・メイ 首相
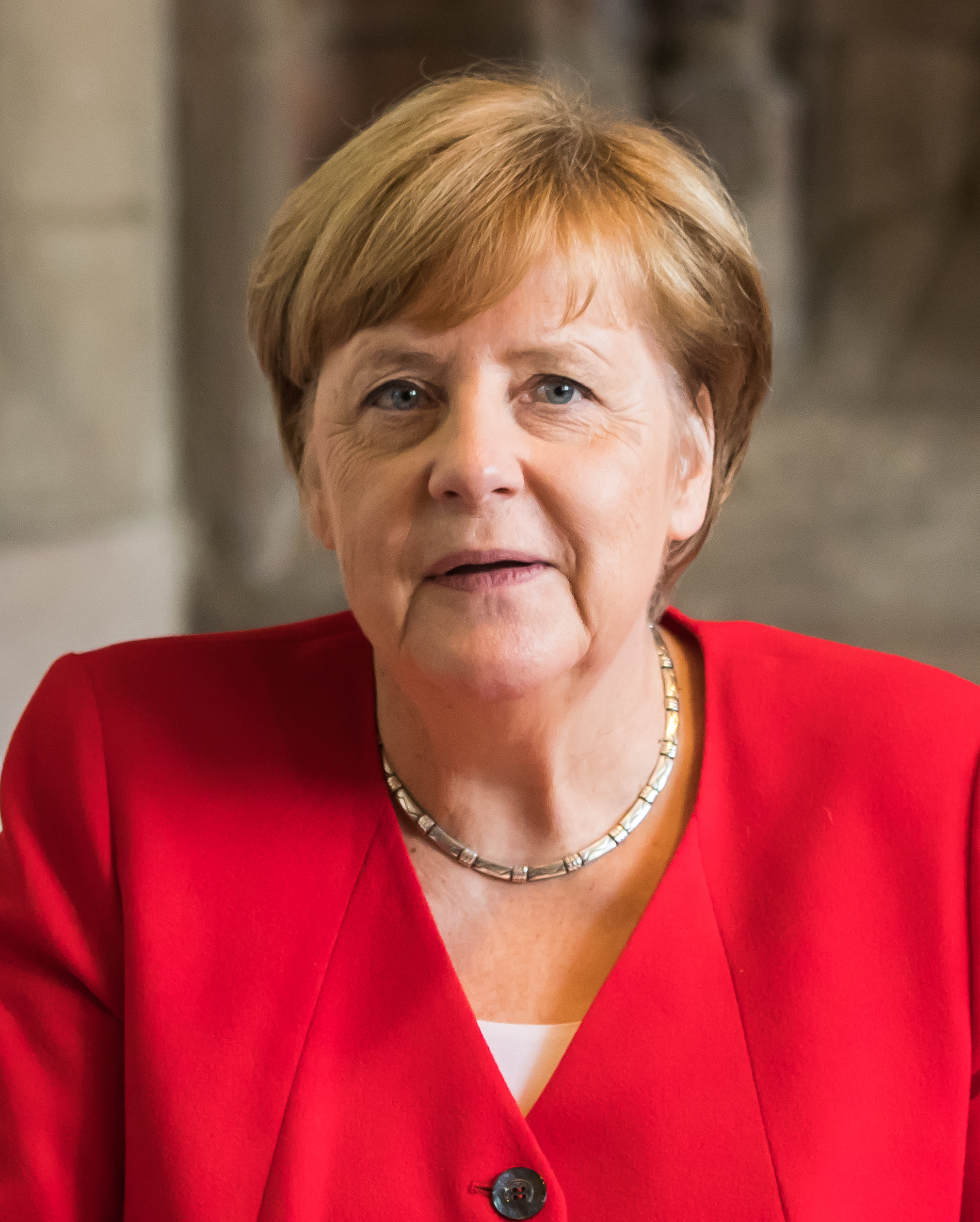
ドイツ アンゲラ・メルケル 首相
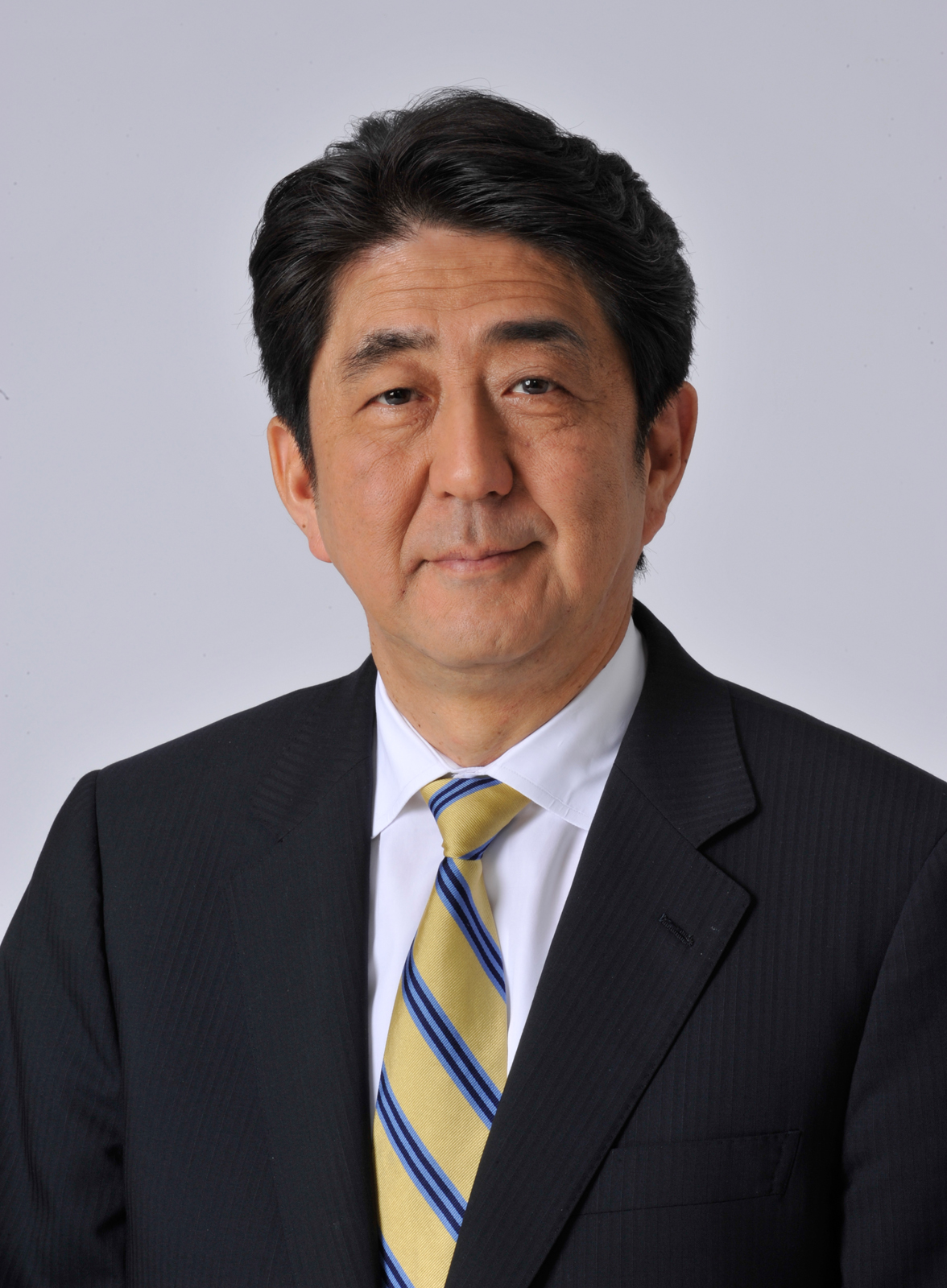
日本 安倍晋三 内閣総理大臣
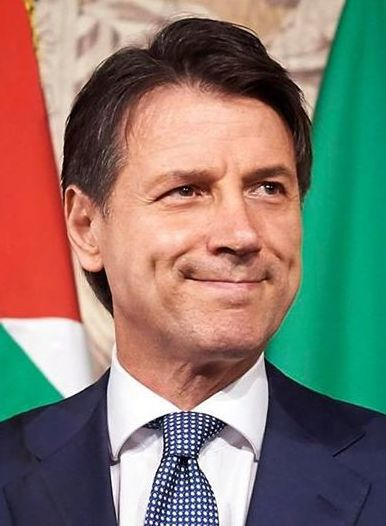
イタリア ジュゼッペ・コンテ 首相

- 欧州連合
ドナルド・トゥスク
欧州理事会議長
- 欧州連合
ジャン＝クロード・ユンケル
欧州理事会議長

### 招待国

#### 招待国首脳
以下12国の首脳がアウトリーチ会合に招待された。

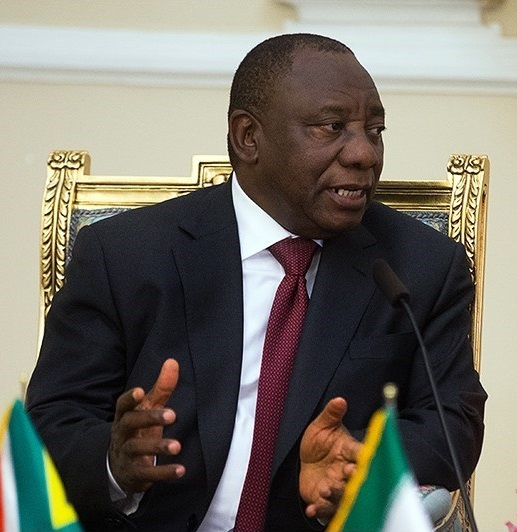
南アフリカ シリル・ラマポーザ 大統領
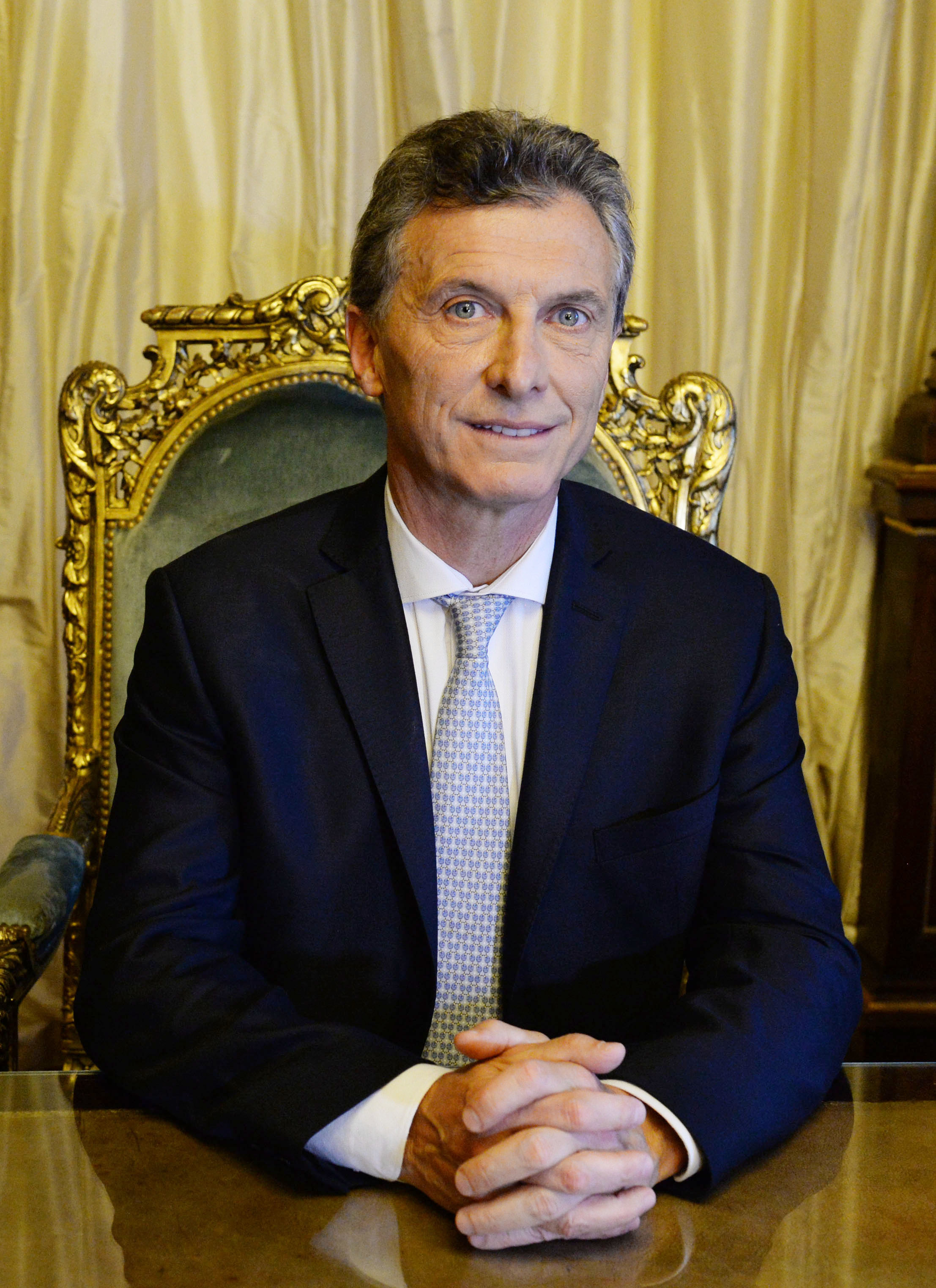
アルゼンチン マウリシオ・マクリ 大統領・G20議長国
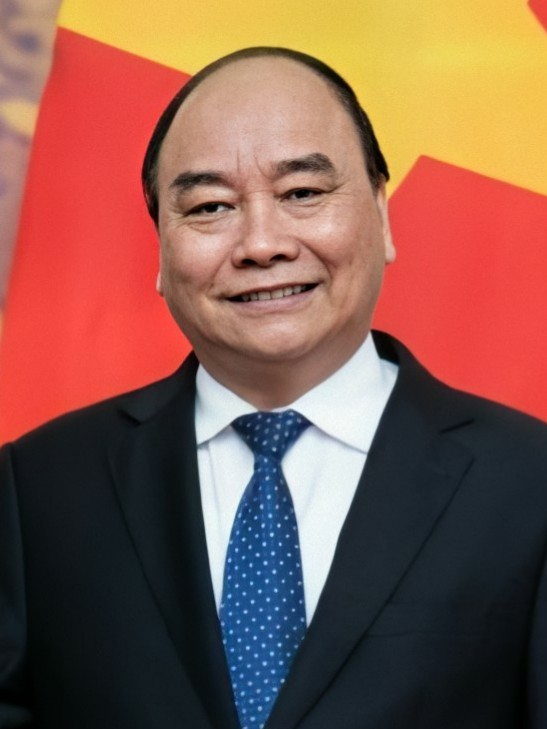
ベトナム グエン・スアン・フック 首相
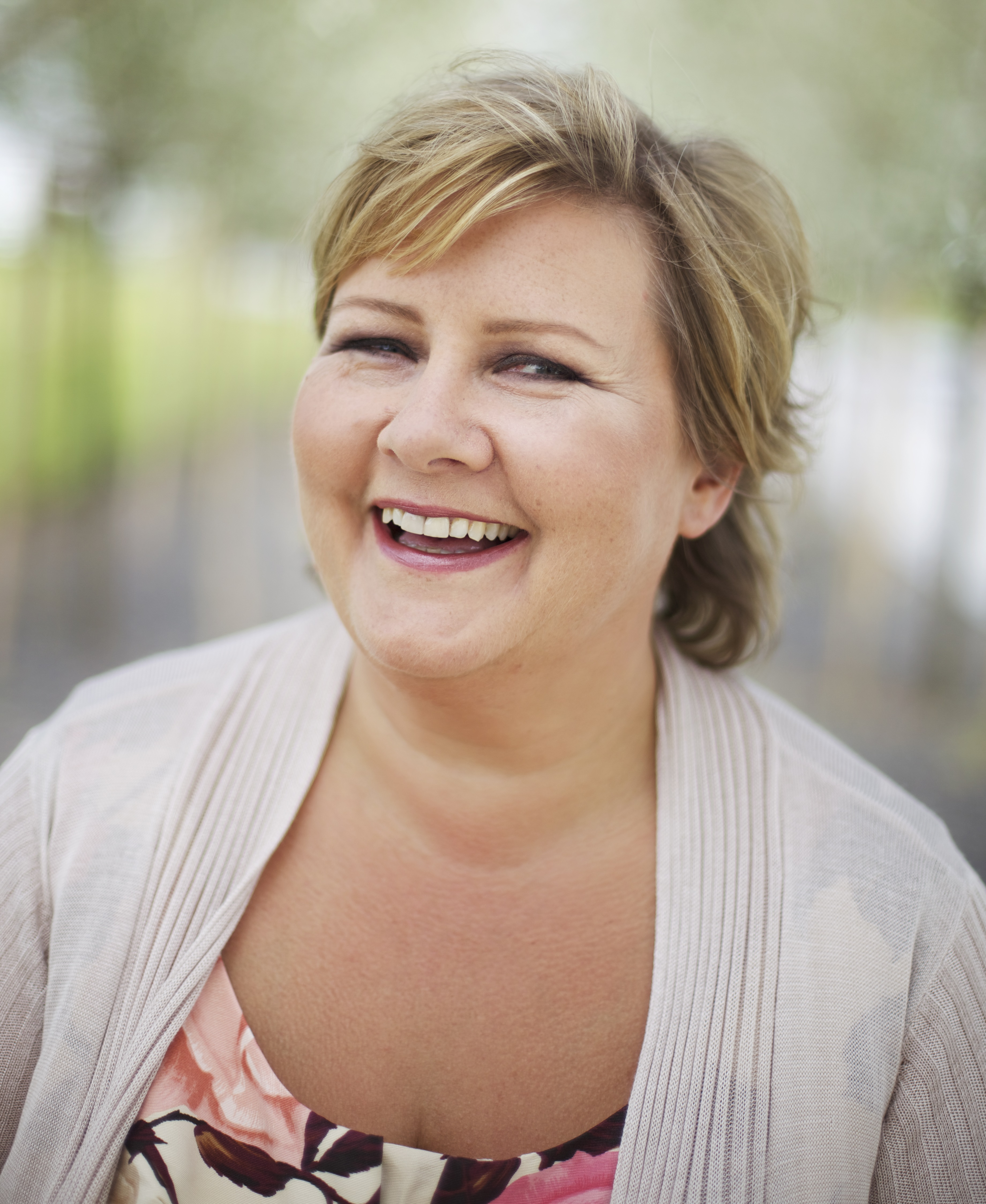
ノルウェー エルナ・ソルベルグ 首相
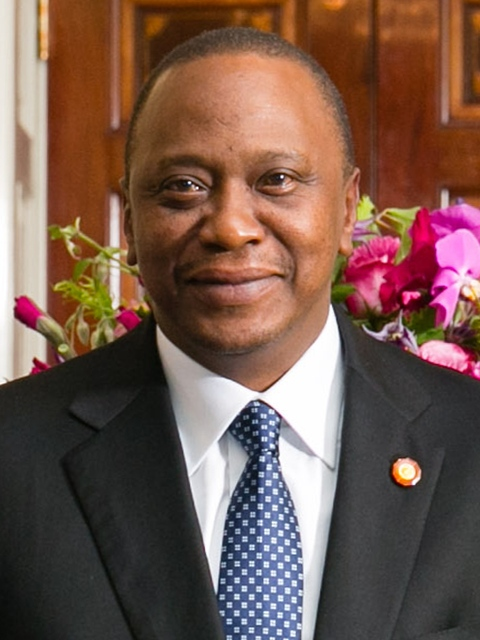
ケニア ウフル・ケニヤッタ 大統領
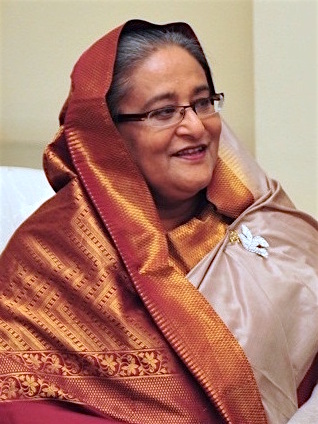
バングラデシュ シェイク・ハシナ 首相
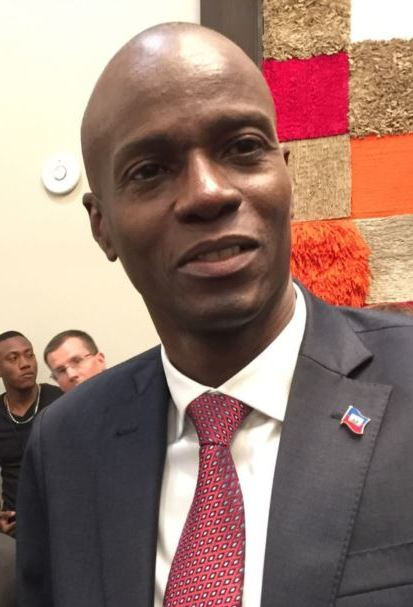
ハイチ ジョブネル・モイーズ 大統領・カリブ共同体
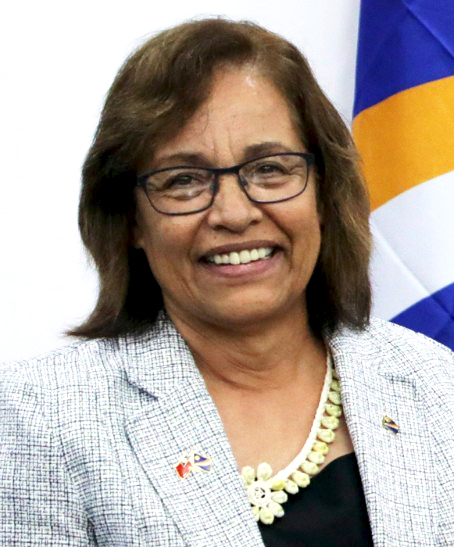
マーシャル諸島 ヒルダ・ハイネ 大統領
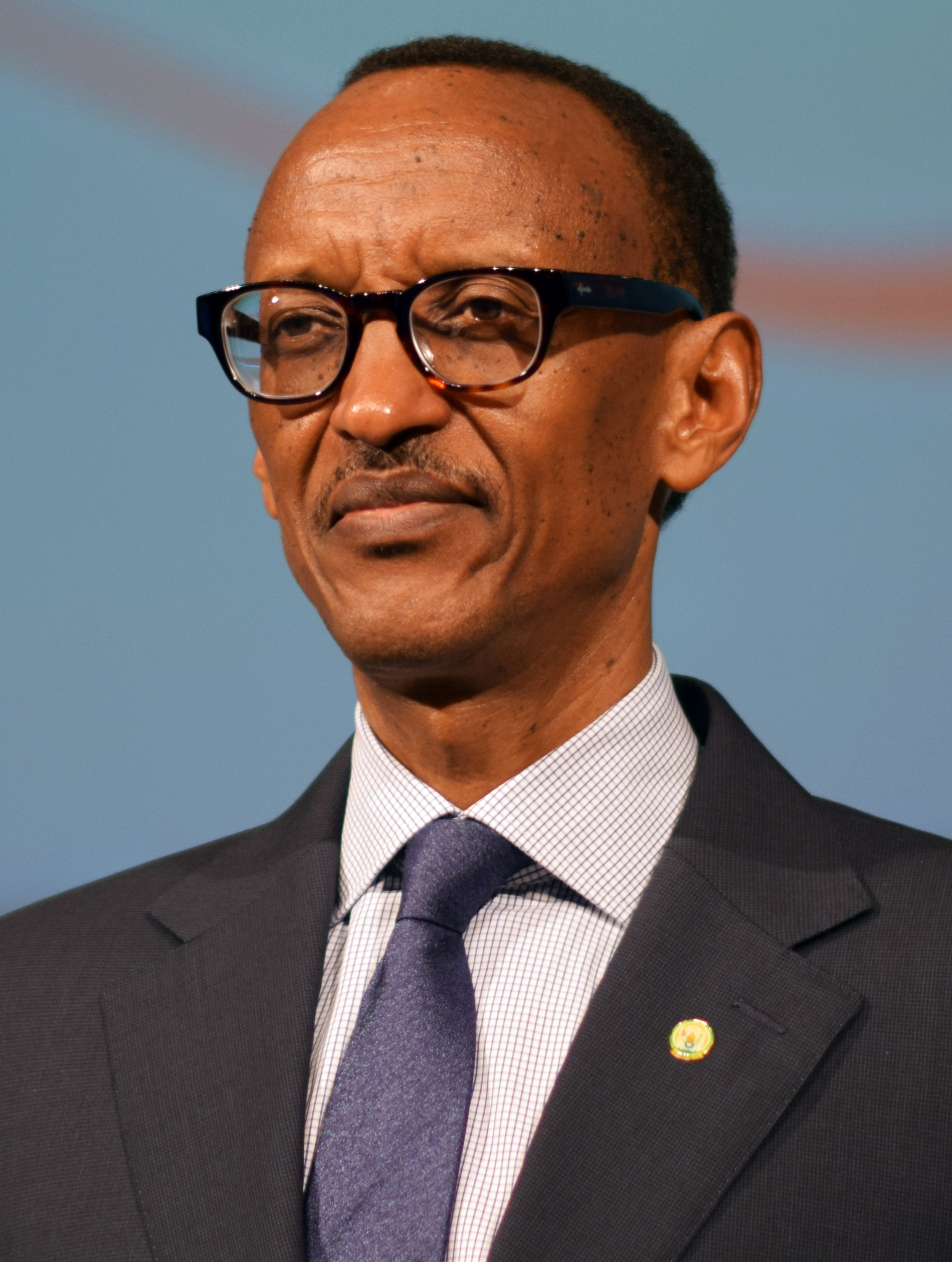
ルワンダ ポール・カガメ 大統領・アフリカ連合総会議長
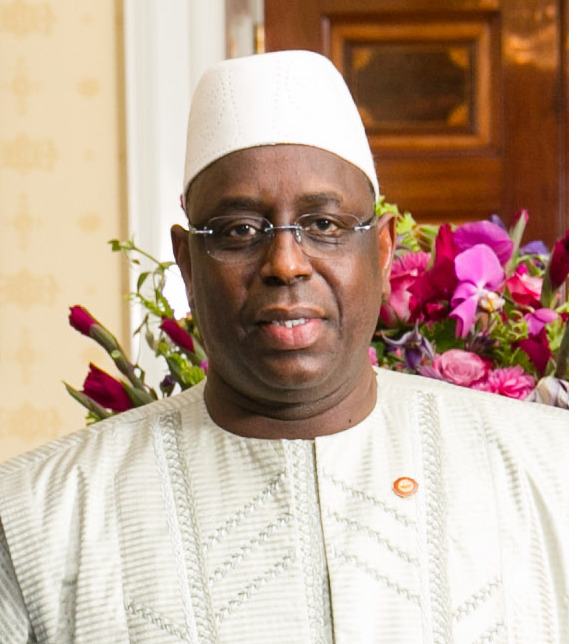
セネガル マッキー・サル 大統領
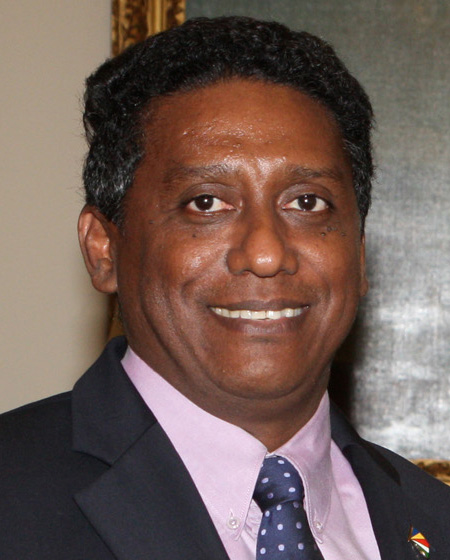
セーシェル ダニー・フォール 大統領

#### 国際機関首脳
以下4つの国際機関首脳がG7アウトリーチ会合に招待された。

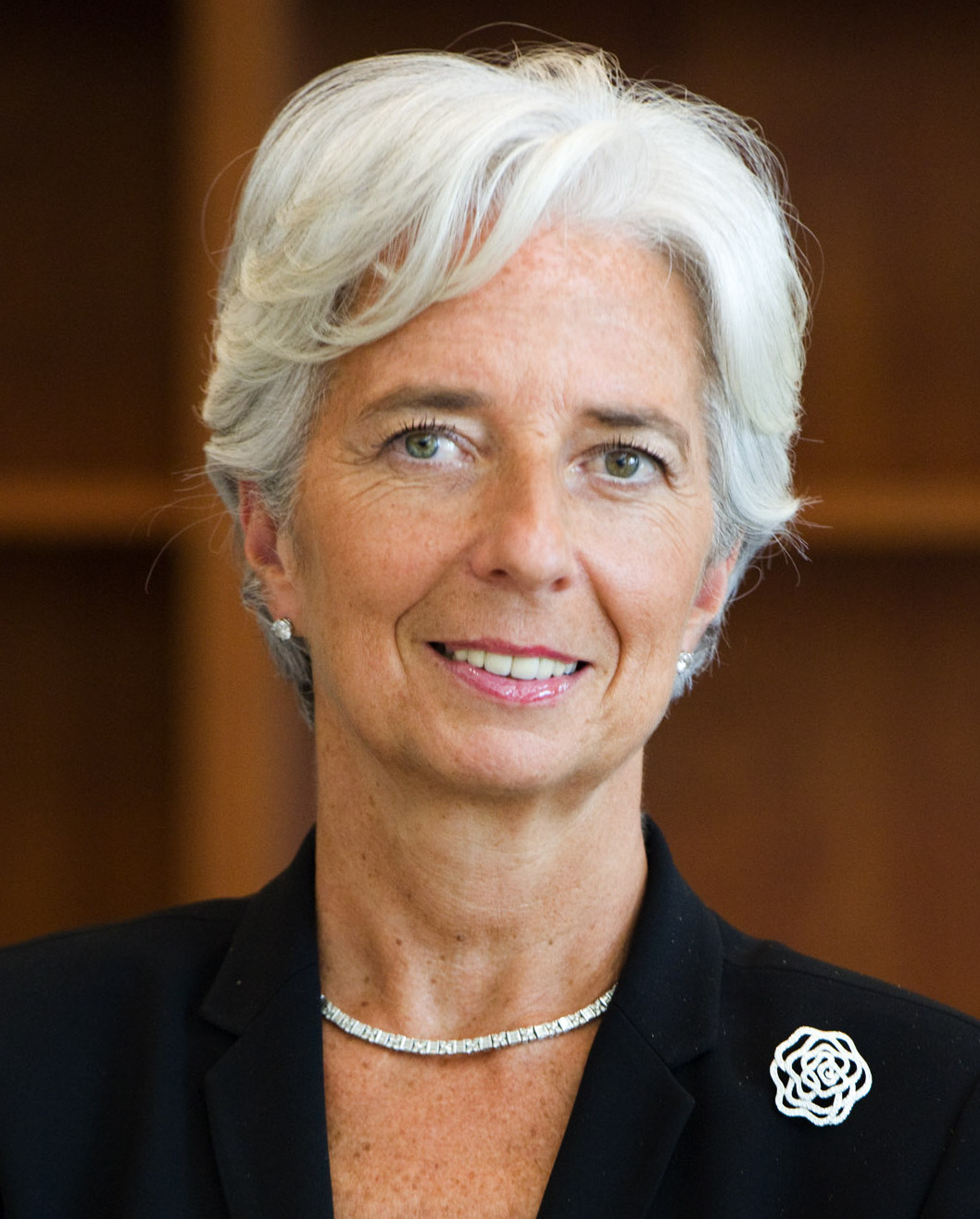
国際通貨基金 クリスティーヌ・ラガルド 専務理事
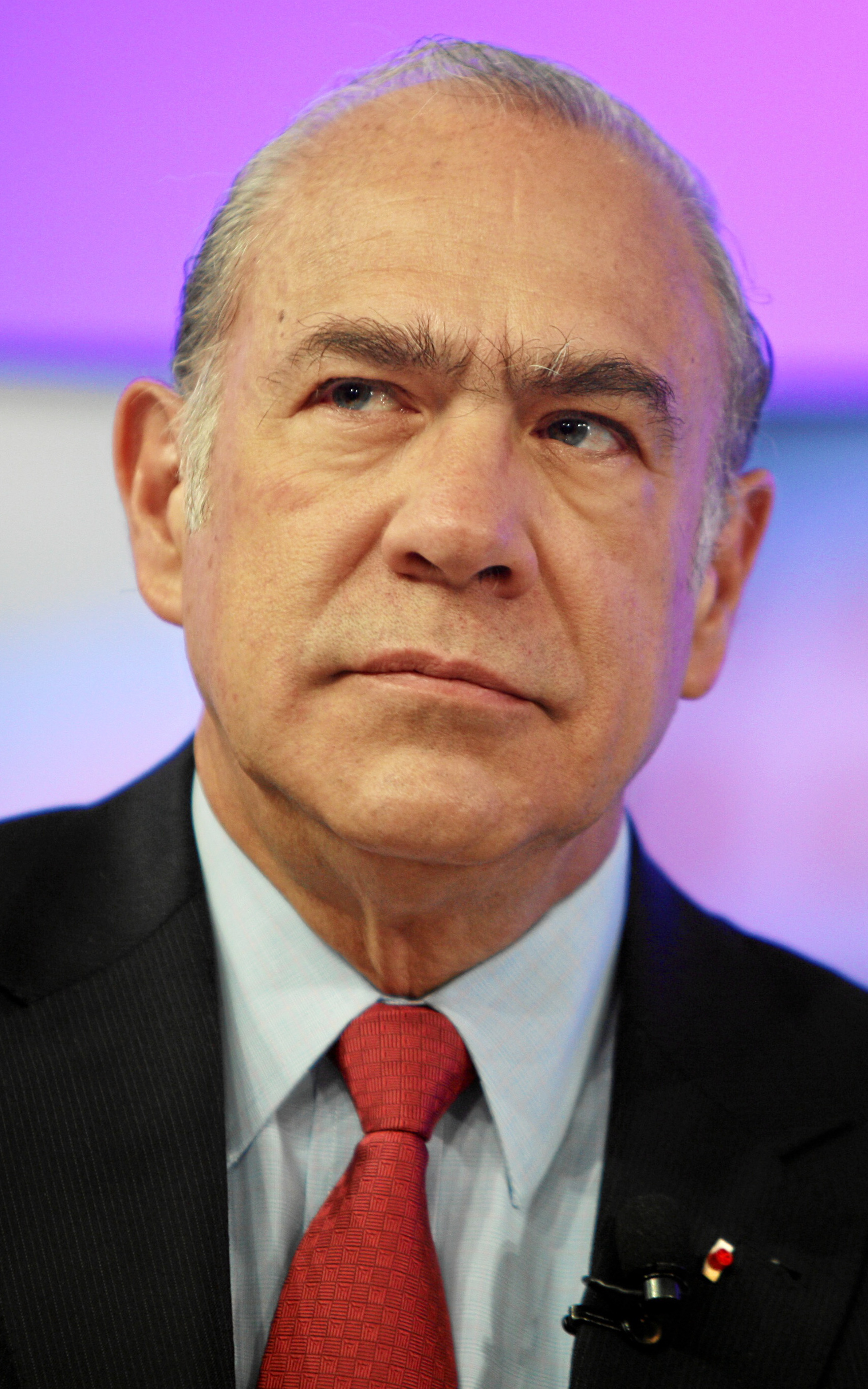
OECD アンヘル・グリア 事務総長
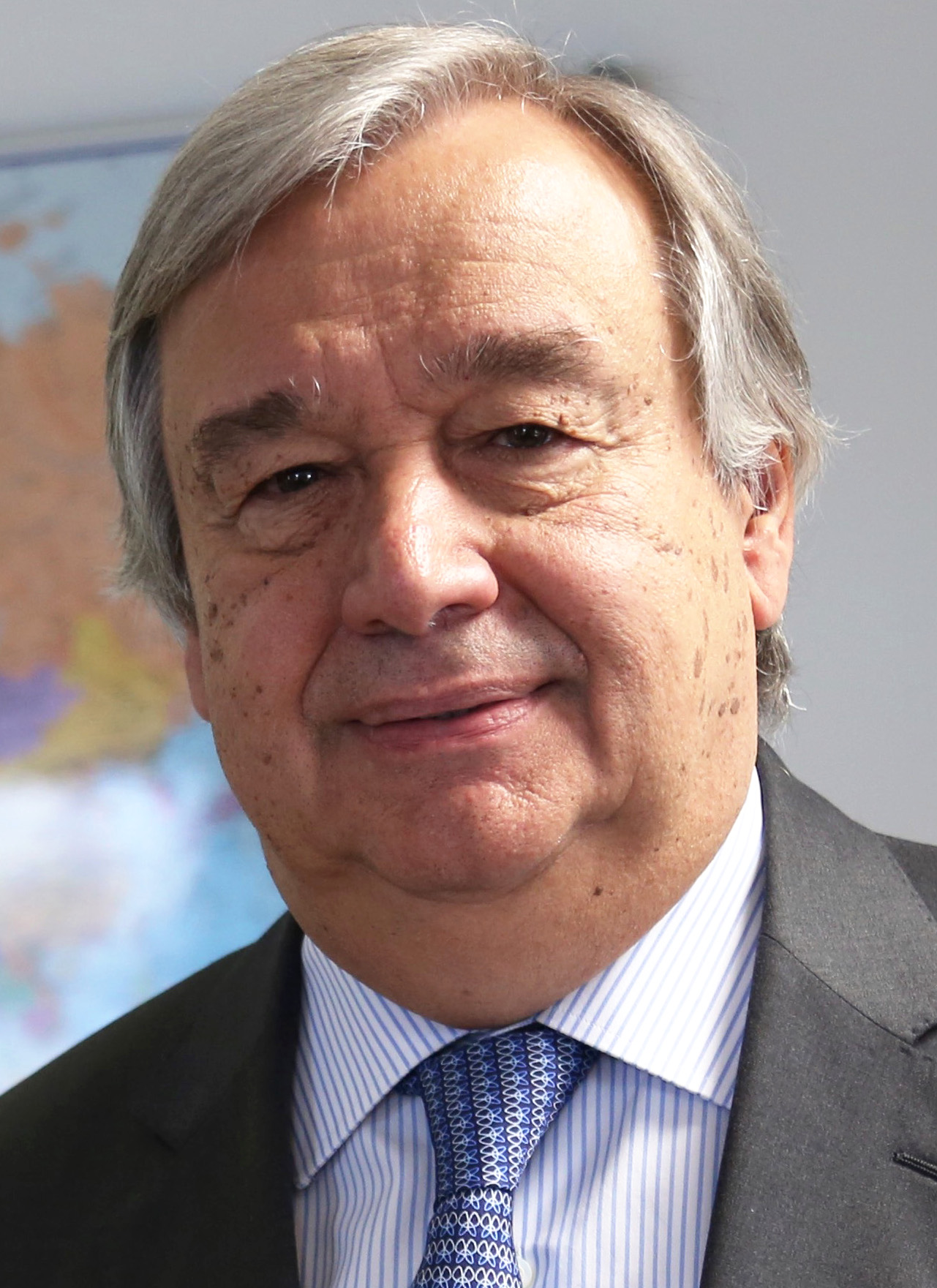
国際連合 アントニオ・グテーレス 事務総長
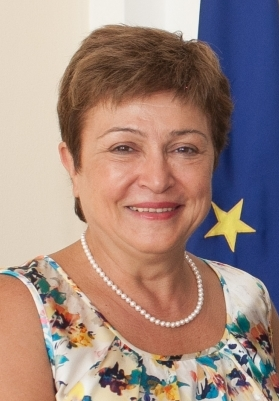
世界銀行 クリスタリナ・ゲオルギエヴァ CEO

## トランプ大統領の問題発言

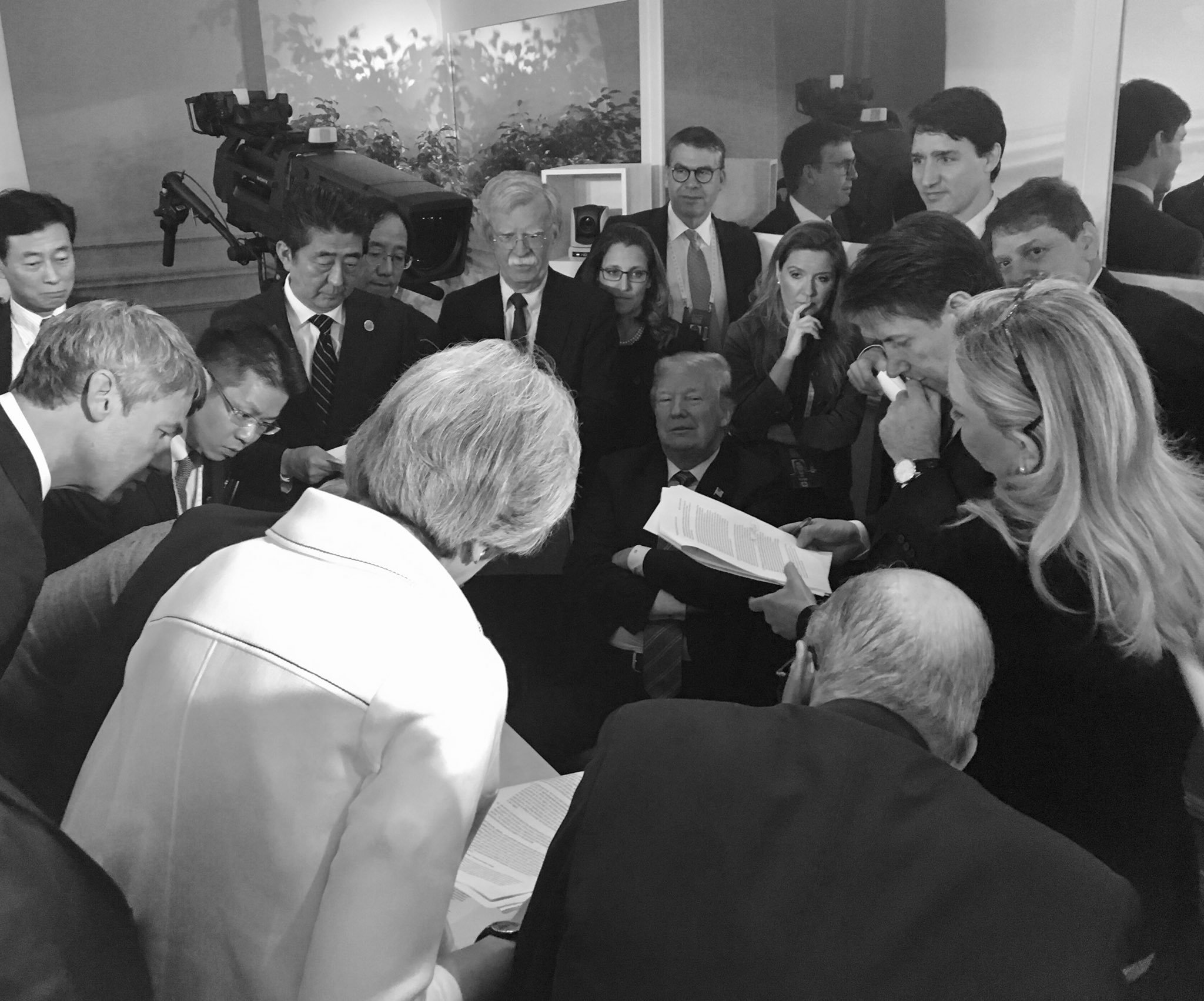
トランプ大統領と他G7首脳との交渉

### 背景
本サミットはフランス政府や政治コメンテーターなどから「G6+1」と呼ばれ揶揄された。これは、アメリカがイラン核合意、さらにはパリ協定からも一方的に離脱を宣言したことや、鉄鋼やアルミにかける関税の問題でフランスのマクロン大統領やカナダのトルドー首相と議論になったことが背景にある。

### 安倍首相に対するトランプ大統領の発言
トランプ大統領は安倍首相をばかにした発言を行っている。トランプ大統領は安倍首相に対し「君はこの問題を抱えていないが、私なら日本に2500万人のメキシコ人を送り出すことができる。そうすれば君はあっという間に退陣することになる」と発言した。

### トルドー首相に対するトランプ大統領の発言
トランプ大統領は北朝鮮の最高指導者金正恩との史上初の米朝首脳会談に出席するためサミットを早めに切り上げてシンガポールへと向かった。2018年6月9日、ツィッターで米国代表に対し共同宣言に同意しないよう指示し、トルドー首相の記者会見での発言を非難、トルドー首相に対し「控え目で大人しい」が「不誠実で弱虫」などと述べた。

### ナヴァロ大統領顧問の発言
米大統領顧問ピーター・ナヴァロは、カナダのトルドー首相に対し「地獄に特別な場所」が用意されているなどと発言し、後日「不適切な言葉」だったと謝罪したものの発言自体は撤回しなかった。

## 分析
G7サミットにおけるアメリカの対応は、外交政策専門家、政治学者、元外交官などから厳しく批判された。
外交政策専門家イアン・ブレマーはこのサミットを「地政学的にはコミーFBI長官解任事案に相当する問題」とし、「重要な長期的関係に、本当に深刻なダメージを与えるものだ」と述べた。
政治学者ブライアン・クラースは「ロシアを擁護する一方で同盟国を攻撃。G7サミットはトランプのせいで悲惨な結果となった。だがこれでウラジーミル・プーチンの最大の夢をかなえたことになる。恥ずかしいかぎりだ」とツィートした。
元アメリカ合衆国国務副長官ストローブ・タルボットは「民主主義世界最悪の悪夢。（トランプは）NATO、北大西洋共同体、欧州連合を機能不全に陥れた。次はG7だ。プーチンのゼロサム的世界（勝者と敗者しかいない世界）が現実のものとなってしまった」としている。